# Driftwood
Pour les articles homonymes, voir Driftwood (homonymie).
Driftwood est une localité canadienne non constituée en municipalité située dans le territoire non organisé de Cochrane, Unorganized, North Part dans le district de Cochrane dans la province de l'Ontario. Elle est située sur l'autoroute 11 à l'est de Smooth Rock Falls et à l'ouest de Cochrane.

## Annexe